# Yuan Hongbing
Yuan Hongbing (chinois simplifié : 袁红冰 ; chinois traditionnel : 袁紅冰 ; pinyin : Yuán Hóngbīng; 12 avril 1952, Hohhot, Mongolie-Intérieure) est un ancien prisonnier politique, dissident chinois, juriste, écrivain d'ethnie mongole.

## Biographie
Yuan Hongbing est né à Hohhot, dans la région autonome de Mongolie-Intérieure en 1952.
En 1979, il devient étudiant de l'université de Pékin, où il obtint son diplôme de master en procédure pénale en 1986, date à laquelle il commence à enseigner dans cette même université.
Il devient ensuite directeur adjoint du bureau d'enseignement et de recherche en code de procédure du département de droit de l'université de Pékin.
En mars 1994, il est détenu avec Zhou Guoqiang et Wang Jiaqi, avec qui il a présenté une pétition appelant à la « protection contre l'exploitation », au droit de grève, et au droit de constituer des syndicats non officiels pour les travailleurs,.
Il est transféré en secret à Guizhou, où il est détenu pendant environ 6 mois avant d'être libéré sur parole à la condition qu'il ne revienne jamais à Pékin, bien que sa femme et son fils y vivent, et qu'il ne s'implique dans aucune activité politique. Pendant 10 ans, il accepte ces conditions pour réécrire ses deux livres dont les manuscrits avaient été confisqués.
Après sa détention, il devient une personnalité bien connue parmi les dissidents.
Il enseigne ensuite à l'université normale du Guizhou (en) et devient directeur de la faculté de droit de l'université. Il écrit quatre livres en secret sur la persécution au Tibet et en Mongolie-Intérieure. Se joignant à un groupe touristique se rendant en Australie, il quitte celui-ci à Sydney et demande l'asile pour lui-même et son assistante Zhao Jing le 21 juillet 2004. En août, quatorze dissidents chinois dont Wang Dan et Xu Wenli signèrent une lettre ouverte appelant le premier ministre australien John Howard à accorder l'asile politique à Yuan Hongbing et Zhao Jing.
Yuan Hongbing est l'un des 303 intellectuels chinois signataires de la Charte 08, publiée le 10 décembre 2008.
En 2011, il affirme que Hu Jintao a planifié la mort du 10e panchen-lama, ce dernier ayant exprimé son désir d'inviter le 14e dalaï-lama, exilé en Inde, à se rendre au Tibet.
En octobre 2013, Yuan Hongbing a publié un livre sur la mort du 10e panchen-lama à Taipei. Le livre, écrit par Yuan Hongbing et Namloyak Dhungser, un poète bilingue (tibétain et chinois) et chercheur indépendant en tibétologie, dévoile le complot de l'assassinat par le parti communiste chinois (PCC) du 10e panchen-lama. Basé sur des faits historiques, le livre décrit comment Deng Xiaoping et d'autres oligarques, membres fondateurs du PCC, ont pris la décision d'assassiner par empoisonnement le 10e panchen-lama, et ce sous la direction de Hu Jintao et Wen Jiabao, et la mise en œuvre de Meng Hongwei, Hu Chunhua et Zhou Meizhen.

## Publications
- (zh) Yuan Hongbing et Namloyak, Assassination of the Buddha——The Truth of the Death of His Holiness the 10th Panchen Lama', 2013, Taïwan